# Episodi di Joséphine, ange gardien (ventesima stagione)
La ventesima stagione della serie televisiva Joséphine, ange gardien è stata trasmessa in anteprima in Francia da TF1 tra il 28 ottobre 2019 e il 13 settembre 2021.

| nº | Titolo originale                | Titolo italiano            | Prima TV Francia  | Prima TV Italia  |
| -- | ------------------------------- | -------------------------- | ----------------- | ---------------- |
| 94 | L'Esprit d'Halloween            | Lo Spirito di Halloween    | 28 ottobre 2019   | 9 luglio 2021    |
| 95 | Disparition au Lycée            | Piccoli segreti tra amiche | 19 ottobre 2020   | 6 dicembre 2021  |
| 96 | Trois Anges Valent Mieux Qu'Un! | Quando un angelo non basta | 26 ottobre 2020   | 13 dicembre 2021 |
| 97 | Mon Fils de la Lune             | Un figlio speciale         | 28 dicembre 2020  | 20 dicembre 2021 |
| 98 | Haute couture                   | Questione di stile         | 13 settembre 2021 | 4 febbraio 2023  |

## Episodio 94: Lo Spirito di Halloween
- Titolo originale: '
- Diretto da:
- Scritto da:

### Trama
Violette Delcourt è una dolce ragazza, dalla bellissima voce, che vive in un maniero con il padre, la sorellina, la zia, gemella della defunta madre, e il marito di quest'ultima. Si avvicina il giorno di Halloween e il castello è in fermento fra i vari laboratori per preparare la festa e quelli per i restauri al castello ma Violette non esce dalla sua stanza e non canta più. Qualcosa di strano la turba e la spaventa ogni notte, fra incubi spaventosi, porte che si chiudono e bambole che si spostano... un'antica leggenda parla di Elzebeth, una strega il cui fantasma infesterebbe il castello uccidendo le proprietarie... che la prossima sia proprio lei? Insieme al bel Samuel e a due simpatici amici appassionati di esoterismo,  Joséphine e Violette cercheranno di risolvere il mistero.

## Episodio 95: Piccoli segreti tra amiche
- Titolo originale: '
- Diretto da:
- Scritto da:

### Trama
Maeva, Lou e Amel sono tre amiche per la pelle, insieme a Flavie, figlia dell'ambasciatore francese in Italia, frequentano il prestigioso liceo Vendome e fanno parte della squadra di atletica delle tigri, in gara per l'assegnazione di una borsa di studio per un college californiano. Il giorno in cui  Joséphine arriva al liceo, aiutata dal giovane angelo Ismael, le sue tre clienti vengono interrogate dalla polizia in merito alla scomparsa di Flavie. Le ragazze non parlano ma le indagini convergono sulla pista riguardante una festa di compleanno, svoltasi tre sere prima, durante la quale sono state scattate foto compromettenti alle quattro amiche da un ricattatore che vuole spaventarle per impedire loro di gareggiare. A  Joséphine ed Ismael non resta che tornare indietro di tre giorni e capire cosa è successo per poter scagionare le tre clienti. Non mancheranno i colpi di scena.

## Episodio 96: Quando un angelo non basta
- Titolo originale: '
- Diretto da:
- Scritto da:

### Trama
Missione specialissima questa volta per la nostra  Joséphine alle prese con Remy, l'anziano proprietario di una scuderia in bancarotta, il quale, dopo essere rimasto vedovo non riesce più a ricevere le visite dei suoi tre figli (Vincent, Margaux e Antoine) ormai ognuno con la sua vita ed in lite fra loro. Remy soffre moltissimo per la lontananza dei suoi figli e per la mancanza della sua adorata moglie e rischia di cadere in depressione.  Joséphine per aiutarlo, grazie alla collaborazione speciale delle sue due simpaticissime sosia Ludivine e Rosine, escogita un piano per far correre i tre fratelli in aiuto del padre in modo da riequilibrare l'armonia in famiglia e salvare la scuderia. Ne succederanno delle belle. 

## Episodio 97: Un figlio speciale
- Titolo originale: '
- Diretto da:
- Scritto da:

### Trama
Suzanne è una super donna, mamma di Théo, adolescente con sindrome di Asperger, e di Alice la sua sorellina. Bruno, suo marito, li ha lasciati dopo che Théo, mentre era sotto la sua responsabilità, è caduto nella Senna e da allora Suzanne è la sola ad occuparsi dei ragazzi, della casa e di tutti i problemi quotidiani. La donna lavora alla caffetteria dell'aeroporto di Paris-Le Bourget e Théo passa tutto il suo tempo libero nel vicino Museo dell'aria e dello Spazio: egli ha un'intelligenza fuori del normale e una profonda conoscenza di tutto ciò che riguarda lo spazio e le missioni spaziali. Samuel, ex astronauta, è innamorato di Suzanne e stravede per Théo e le propone di far fare al ragazzo lo stage scolastico insieme a lui al Museo. Theo è entusiasta ma Suzanne teme che qualcosa possa andare storto a causa della condizione del ragazzo e della sua fortissima sensibilità agli stimoli a lui non graditi ma Samuel ha grande fiducia nel ragazzo. Intanto l'assistente sociale che segue Théo apre un fascicolo per darlo in affidamento ad un'altra famiglia constatando il fatto che Suzanne è esausta. Riuscirà Joséphine a riportare l'armonia in famiglia e nella vita di Suzanne?

## Episodio 98: Questione di stile
- Titolo originale: '
- Diretto da:
- Scritto da:

### Trama
Puntata nell'alta moda Parigina per Joséphine alle prese con la rinomata casa di moda RosaMaria. Cecilia, l'indaffaratissima figlia di Rosa Maria, è una stilista eccezionale ma, abituata a vivere all'ombra della sua defunta madre RosaMaria, cerca di portare avanti l'atelier mantenendo intatto il suo stile un po' antiquato. La sua vice, Helen, invidiosa di lei e convinta di essere l'unica a conoscere profondamente ogni segreto dello stile RosaMaria, tenta in ogni modo di prendere il posto di Cecilia alla guida dell'azienda. Purtroppo questi non sono gli unici problemi per la cliente di  Joséphine: sua figlia Philippine, ragazza ribelle, continua a darle dei dispiaceri per rimproverarle le sue continue assenze nella sua vita dovute ai suoi molteplici impegni di lavoro e, per di più, le continue emicranie di Cecilia riveleranno un glaucoma con il rischio per lei di perdere la vista proprio a ridosso della sfilata più importante, quella per ricevere finalmente l'etichetta di casa di alta moda, per realizzare il sogno di sua madre RosaMaria. Riuscirà  Joséphine a salvare la sfilata e a riportare l'armonia nella vita di Cecilia e di sua figlia?